# Tramlijn 83 (Brussel)
De Brusselse tramlijn 83 is een voormalige Brusselse tramlijn. De lijn verbond het station van Sint-Agatha-Berchem met Montgomery na 20u. De kenkleur van deze lijn was lichtgroen.

## Traject
Montgomery - Merode - Sint-Pietersplein - Acacia - De Jacht - Sint- Antoonkerk - Mouterij - Gist - Flagey - Dautzenberg - Baljuw - Drievuldigheid - Janson - Moris - Lombardije - Bareel - Willem Tell - Bethlehem - Koningslaan - Zweden - Zuidstation - Lemonnier - Bodegem - Anderlechtsepoort - Arts et Métiers - Ninoofsepoort - Driehoek - Hertogin van Brabant - Vier Winden - Weststation - Joseph Baeck - Mennekens - Karreveld - Begraafplaats van Molenbeek - Van Zande - Genot - Schweitzer - Alcyons - Berchem-Shopping - Berchem Station.

## Bijzonderheden
Tramlijn 83 verzorgde al vele jaren de verbinding tussen het westen en het oosten van Brussel. Bij de herschikking van het net in 2008 werd tram 83 een avondlijn en kreeg deze een licht aangepast tracé.
Vanaf 23 februari 2015 verdween tram 83. Het traject van tram 83 tussen Zuid en Montgomery werd voortaan ook 's avonds bediend door tram 81. Het andere deel van lijn 83, tussen de stations Zuid en Berchem, werd overgenomen door lijn 82. Die reed 's avonds wel niet verder richting Vorst en Drogenbos. Dat deel van het overdag gangbare traject blijft 's avonds bediend door tram 32.

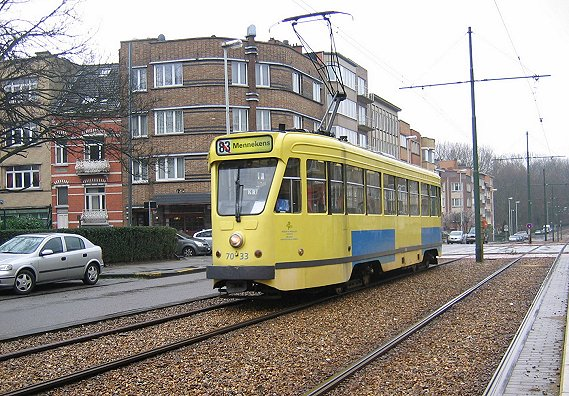
Een oudere, niet-gelede PCC-tram op lijn 83 in 2007 aan de halte Mennekens (hier ook beperkt tot diezelfde halte)

## Materieel
Vroeger werden er op deze lijn de niet-gelede PCC-trams van de serie 70xx ingezet. Sinds deze trams in 2010 definitief buiten dienst zijn, werden op deze lijn de tweedelige PCC-trams van de serie 77xx/78xx ingezet. In het weekend vond er veel inzet plaats van de driedelige PCC's (serie 79xx), daar tramlijn 82 alleen op maandag-vrijdag reed. Hierdoor was tramlijn 83 drukker.